# Gjerdrumsbakken
Gjerdrumsbakken – kompleks skoczni narciarskich  w norweskim Våler, w skład którego wchodzą skocznia normalna K90 i skocznia średnia K60.
Rekordzistą skoczni normalnej jest Norweg Morten Solem, który podczas zawodów Pucharu Kontynentalnego w 2001 roku oddał skok na odległość 96,5 metra. Najdłuższy skok oddany przez kobietę na Gjerdrumsbakken to 98 metrów uzyskane przez Lindsey Van w 2006 roku.

## Parametry skoczni normalnej
- Punkt konstrukcyjny: 90 m
- Wielkość skoczni (HS): 100 m
- Nachylenie progu: 10,5°
- Nachylenie zeskoku: 33,9°

## Zawody międzynarodowe rozegrane na skoczniach Gjerdrumsbakken
Stan po zakończeniu sezonu 2011/2012

### Puchar Kontynentalny
| Lp.       | Data          | 1. miejsce                            | 2. miejsce           | 3. miejsce                         |
| --------- | ------------- | ------------------------------------- | -------------------- | ---------------------------------- |
| Mężczyźni |               |                                       |                      |                                    |
| 1.        | 10 marca 2000 | Bjørn Einar Romøren Roland Audenrieth | –                    | Georg Späth                        |
| 2.        | 11 marca 2000 | Georg Späth                           | Veli-Matti Lindström | Lars Bystøl Roland Audenrieth      |
| 3.        | 13 marca 2001 | Morten Solem                          | Daniel Forfang       | Kjell Erik Sagbakken Morten Ågheim |
| Kobiety   |               |                                       |                      |                                    |
| 1.        | 8 marca 2006  | Lindsey Van                           | Line Jahr            | Ulrike Gräßler                     |